# Övertorneå (comune)
Övertorneå è un comune svedese di 4 829 abitanti, situato nella contea di Norrbotten. Il suo capoluogo è la cittadina omonima.
Fino alla Guerra di Finlandia (1808-1809) Övertorneå e la cittadina finlandese di Ylitornio appartenevano ad un unico comune. Al termine della guerra, la parte più ad est del comune fu ceduta alla Russia, come parte della Finlandia. Nel 1870 una piccola parte del comune di Övertorneå si separò, formando la municipalità rurale di Korpilombolo (ora parte del comune di Pajala). Infine, nel 1969 i comuni di Övertorneå e Hietaniemi furono uniti, creando l'attuale municipalità.
Molti luoghi del comune portano una doppia denominazione in svedese e finlandese, nel locale dialetto finnico Meänkieli (una delle minoranze linguistiche svedesi).

## Geografia antropica
Ci sono 4 località (aree urbane) nel comune di Övertorneå:
| # | Località   | Popolazione |
| - | ---------- | ----------- |
| 1 | Övertorneå | 1 965       |
| 2 | Juoksengi  | 401         |
| 3 | Hedenäset  | 285         |
| 4 | Svanstein  | 207         |

In grassetto la sede municipale
Inoltre, sono presenti altre 9 piccole località (småort) nel comune di Övertorneå:
| # | Località      | Popolazione |
| - | ------------- | ----------- |
| 1 | Pello         | 193         |
| 2 | Kuivakangas   | 125         |
| 3 | Aapua         | 122         |
| 4 | Poikijärvi    | 107         |
| 5 | Rantajärvi    | 102         |
| 6 | Neistenkangas | 93          |
| 7 | Pudas         | 85          |
| 8 | Haapakylä     | 59          |
| 9 | Jänkisjärvi   | 52          |

## Monumenti e luoghi d'interesse
A Övertorneå e Hedenäset ci sono due chiese in legno. Nella prima delle due si trova un organo risalente al XVII secolo.
La località di Juoksengi è attraversata dal Circolo polare artico ed è nota quindi come il "villaggio del Circolo Artico".